# Michael Urtecho
Wilson Michael Urtecho Medina (Trujillo, 6 de noviembre de 1969) es un ingeniero químico y político peruano. Fue congresista de la república desde julio del 2006 hasta su destitución en noviembre del 2013 debido al delito de recorte de sueldo de sus trabajadores por el que fue condenado a 22 años de prisión en el año 2023.

## Biografía
Nació en la ciudad de Trujillo, el 6 de noviembre de 1969. Desde los 2 años de edad, sufre hipotonía muscular, enfermedad que lo incapacita de caminar.
Realizó sus estudios primarios y secundarios en el Colegio Liceo de Trujillo. Luego estudió la carrera de Ingeniería Química obteniendo el título en la Universidad Nacional de Trujillo.
Laboró como asesor de Instituto de Desastre y Medio Ambiente de la Universidad Nacional de Trujillo, como jefe de Informática en el Gobierno Regional de La Libertad y técnico de Informática en el Proyecto Especial Chavimochic.

## Trayectoria política
Michael Urtecho decide incursionar en el ámbito político cuando se afilia como militante del partido Renovación Nacional de Rafael Rey.
En las elecciones parlamentarias del año 2000, decidió postular al Congreso de la República por la Agrupación Independiente Avancemos, sin embargo, no resultó elegido. Nuevamente no logró ser elegido en las elecciones del 2001 por la alianza Unidad Nacional.

### Congresista de la República
Finalmente, en las elecciones parlamentarias del 2006, Urtecho fue elegido como congresista de la república en representación de La Libertad, con 26,712 votos para el periodo parlamentario 2006-2011.
Durante su primera gestión parlamentaria, fue secretario de la Comisión de Trabajo y presidente de la Comisión Especial de Discapacidad. En 2008, Urtecho decidió renunciar a la bancada de Unidad Nacional, así como al partido Renovación Nacional, y luego se unió a la bancada de Alianza Nacional conformada por los congresistas de Solidaridad Nacional. Posteriormente en 2009, fue presentado como candidato a la segunda vicepresidencia de la Mesa Directiva en la lista oficialista liderada por Luis Alva Castro y fue elegido para el periodo legislativo 2009-2010. Urtecho se destacó por presentar diversos proyectos de ley en favor de las personas con discapacidad y también por su postura a favor de los evangélicos.
Culminando su primera gestión, Urtecho intentó su reelección como congresista en las elecciones parlamentarias del 2011 por la Alianza Solidaridad Nacional y tuvo éxito, con 25,388 votos, para el periodo parlamentario 2011-2016.
El 25 de julio del mismo año, fue incluido en la lista para la Mesa Directiva del Congreso liderada por Daniel Abugattás y fue elegido como tercer vicepresidente para el periodo legislativo 2011-2012. Fue también secretario de la Comisión de Inclusión Social, presidente de la Comisión Encargada del Ordenamiento Legislativo y vicepresidente de la Comisión de Energía y Minas.

### Denuncia y destitución
En septiembre del 2013, el programa televisivo Cuarto Poder realizó un reportaje en donde recogió el testimonio de exempleados de Urtecho y lo denunciaron de apropiarse de parte de sus sueldos. Tras esto, el Congreso de la República decidió investigar a Urtecho y finalmente concluyeron en denunciar constitucionalmente a Urtecho y posteriormente el partido Solidaridad Nacional decidió alejarlo tanto de la bancada como de la militancia.
Luego en diciembre del 2013, Urtecho fue destituido de su cargo e inhabilitado de ejercer cargos públicos por un periodo de 10 años tras haberse demostrado que cometió actos de corrupción en el ejercicio de sus funciones como congresista. Luego de su destitución del congreso, Urtecho fue reemplazado por Rosa Núñez Campos, primera accesitaria y excandidata en la plancha presidencial de Luis Castañeda Lossio.
El 24 de agosto del 2023, fue condenado por la Sala Penal Especial de la Corte Suprema del Poder Judicial a 22 años y 5 meses de prisión por el delito de concusión, relacionado con el recorte de sueldos a sus asesores durante su tiempo en el Congreso. Fue el primer caso de un congresista siendo destituido, inhabilitado y arrestado por concusión.